# 斎藤金吾

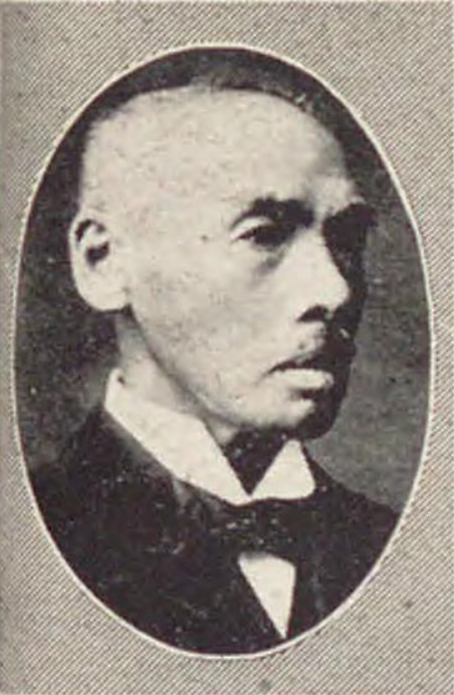
斎藤金吾

斎藤 金吾（さいとう きんご、1859年4月27日（安政6年3月25日） - 1941年（昭和16年）6月12日）は、明治から大正時代の政治家。大地主。衆議院議員（1期）。

## 経歴
豪農・斎藤安右衛門の長男として出羽鶴岡藩領田川郡、のちの山形県田川郡播磨村（西田川郡播磨村、栄村を経て現鶴岡市）に生まれる。同村加藤良磨に学んだのち鶴岡の中台元について漢籍を修めた。1881年（明治14年）戸長役場に入り、1889年（明治22年）町村制施行と共に栄村助役、1893年（明治26年）同村長に就任する。この間、1891年（明治24年）には西田川郡会議員に当選し、郡制廃止まで33年間在任。1895年（明治28年）からは山形県会議員となり3期務めた。1924年（大正13年）5月の第15回衆議院議員総選挙では山形県郡部から出馬し当選。衆議院議員を1期務めた。
粗忽な性格ながら農事、教育、兵事など各方面に功績を残し、1925年（大正14年）瑞宝章を受章した。1923年（大正12年）には鶴岡の郡役所前に銅像が建てられたが、1942年（昭和17年）太平洋戦争で金属供出となった。墓所は播磨勝伝寺、同地には彰徳碑がある。

## 栄典
- 1897年（明治30年）4月1日 - 木杯一組[3]